# Sienna Guillory

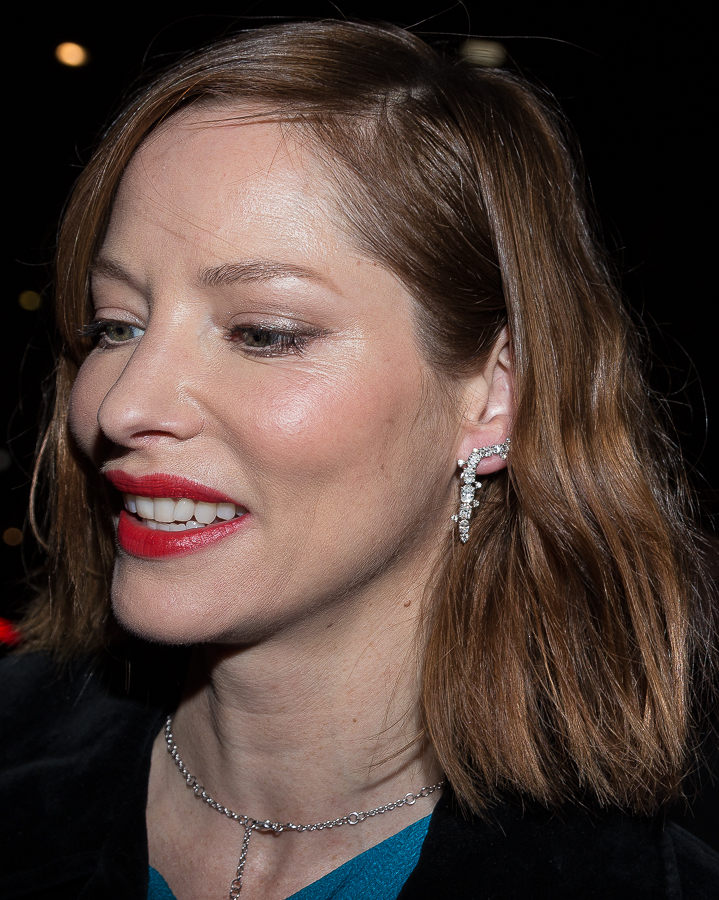
Sienna Guillory (2014)

Sienna Tiggy Guillory (* 16. März 1975 in Kettering, Northamptonshire) ist eine britische Schauspielerin, Filmproduzentin und ehemaliges Model.

## Leben und Karriere
Sienna Guillory ist die Tochter von Tina Guillory und dem auf Kuba geborenen US-amerikanischen Gitarristen Isaac Guillory, der durch seine Arbeit mit Donovan, Joan Baez, Elkie Brooks und Mick Jagger bekannt wurde. Guillory hat zwei Schwestern, Jace und Eleanor, und einen Bruder, Jacob. Die ersten Jahre ihrer Jugend lebte sie im Londoner Stadtteil Fulham. Als sie elf war, zog die Familie ins ländliche Norfolk. Dort besuchte sie die Gresham’s School und begann in Schulaufführungen mitzuwirken, wurde aber später wegen eines Diebstahls von der Schule verwiesen.
1997 ging Guillory zurück nach London und begann dort eine erfolgreiche Laufbahn als Model. Sie war auf zahlreichen Zeitschriften zu sehen und wurde zudem mehrere Jahre das Werbegesicht des Modeherstellers Hugo Boss. Als Schauspielerin wurde sie bereits 1993 tätig und gab ihr Debüt in der englischen Fernsehserie Riders. Die Jahre danach war sie weiterhin regelmäßig in Fernsehproduktionen zu sehen. 2001 spielte sie in The Time Machine neben Guy Pearce zum ersten Mal eine Nebenrolle in einem echten Kinofilm. 2003 hatte sie in der Fernsehproduktion Helena von Troja die gleichnamige Hauptrolle, die für einen Satellite Award nominiert wurde. 2004 gelang ihr mit dem Horrorfilm Resident Evil: Apocalypse – in dem sie die Rolle der Jill Valentine verkörperte – der endgültige Durchbruch. Ein Jahr darauf übernahm sie im Thriller Silence Becomes You – Bilder des Verrats zusammen mit Alicia Silverstone die Hauptrolle. 2006 spielte sie im Fantasyfilm Eragon – Das Vermächtnis der Drachenreiter – nach Christopher Paolinis gleichnamigen Roman – die Rolle der Elfenkriegerin Arya Dröttningu. Der Erfolg der Verfilmung hielt sich jedoch in Grenzen. 2008 spielte sie in Cornelia Funkes Tintenherz erneut in einer Fantasyverfilmung. 2010 kehrte sie in Resident Evil: Afterlife in ihre Rolle der Jill Valentine zurück, die sie auch im fünften Teil Resident Evil: Retribution (2012) spielte.
1997 heiratete Guillory ihren britischen Landsmann und Schauspielkollegen Nick Moran, doch die beiden ließen sich 2000 wieder scheiden. Im selben Jahr starb ihr Vater an Krebs. 2002 heiratete sie den Schauspieler Enzo Cilenti, mit dem sie heute in Los Angeles lebt. Im Frühjahr 2011 bekam das Paar Zwillingstöchter.

## Filmografie

### Filme
- 1996: The Future Lasts a Long Time (Kurzfilm)
- 1999: Star! Star!
- 2000: The Rules of Engagement (Kurzfilm)
- 2000: The 3 Kings
- 2000: Sorted
- 2001: Oblivious (Kurzfilm)
- 2001: Late Night Shopping
- 2001: Two Days, Nine Lives
- 2001: The Last Minute
- 2001: Kiss Kiss (Bang Bang)
- 2001: Superstition – Spiel mit dem Feuer (Superstition)
- 2002: The Time Machine
- 2003: The Principles of Lust
- 2003: Tatsächlich… Liebe (Love Actually)
- 2004: Resident Evil: Apocalypse
- 2005: Silence Becomes You – Bilder des Verrats (Silence Becomes You)
- 2005: In the Bathroom (Kurzfilm)
- 2006: Rabbit Fever
- 2006: Eragon (VS)
- 2006: Eragon – Das Vermächtnis der Drachenreiter (Eragon)
- 2007: Der Erde so nah (El corazón de la tierra)
- 2008: Tintenherz (Inkheart)
- 2010: I’m Here (Kurzfilm)
- 2010: Perfect Life
- 2010: Gunless
- 2010: Resident Evil: Afterlife
- 2011: The Big Bang
- 2011: The Last Belle (Kurzfilm) – Stimme
- 2012: Resident Evil: Retribution
- 2013: Die Todesliste – Nr. 1 stirbt (The List)
- 2013: A Wicked Within
- 2014: Being American
- 2015: High-Rise
- 2016: The Warriors Gate
- 2016: Abduct
- 2016: Don’t Hang Up
- 2019: Remember Me
- 2019: Nuclear
- 2020: Son of the South
- 2021: Defining Moments
- 2021: A Banquet
- 2021: Clifford der große rote Hund (Clifford the Big Red Dog)
- 2023: Meg 2: Die Tiefe (Meg 2: The Trench)
- 2023: The Performance
- 2024: Strangers

### Fernsehen
- 1993: Vom Hass getrieben (Riders)
- 1995: Die Freibeuterinnen (The Buccaneers, Miniserie, 5 Folgen)
- 1996: In Suspicious Circumstances (Fernsehserie, Folge 5x08)
- 1996: Unsichtbar (Out of Sight, Fernsehserie, 2 Folgen)
- 1999: Dzvirpaso M
- 2000: Take a Girl Like You (Fernsehserie, 3 Folgen)
- 2003: Helena von Troja (Helen of Troy)
- 2004: Beauty
- 2005: Agatha Christie’s Marple (Fernsehserie, Folge 1x04)
- 2006: Elizabeth I – The Virgin Queen (The Virgin Queen, Miniserie, 4 Folgen)
- 2008: Criminal Minds (Fernsehserie, 2 Folgen)
- 2008: The Oaks (Fernsehserie, Folge 1x01)
- 2009: Virtuality – Killer im System (Virtuality)
- 2010: Covert Affairs (Fernsehserie, Folge 1x08)
- 2010: CSI: Den Tätern auf der Spur (CSI: Crime Scene Investigation, Fernsehserie, Folge 11x01)
- 2013: Luther (Miniserie, 4 Folgen)
- 2014: Believe (Fernsehserie, Folge 1x01)
- 2015–2018: Fortitude (Fernsehserie, 24 Folgen)
- 2016–2018: Stan Lee’s Lucky Man (Fernsehserie, 28 Folgen)
- 2020: Raised by Wolves (Fernsehserie, Folge 1x02)
- 2023: Silo (Fernsehserie, 2 Folgen)